# 丰羽矿山
42°58′45.1″N 141°2′40.3″E / 42.979194°N 141.044528°E
丰羽矿山（日语：／ Toyoha kōzan）是日本的一處礦山，位于北海道札幌市南区定山溪。出产银、铟、锌、铅、銅等金屬礦。铟产出量曾是世界第1位。
2006年3月底停採封山後，活用當地的地熱資源做為地熱發電試驗，並於2012年成功試驗地熱井採掘蒸氣噴出。

## 历史
- 1800年代后半-开采开始。
- 1914年-被久原矿业株式会社收购。
- 1929年-日本矿业株式会社继承。
- 1939年4月17日-因矿石运输需要，定山溪鐵道線藤之泽车站（藤の沢駅）与矿山之间铺上了2.1公里货物专用线。
- 1963年9月21日-藤泽车站-矿场之间的货物专用线被废止。
- 1973年-从日本矿业株式会社分离，丰羽矿业株式会社成立。
- 2005年-因开采矿石藏量枯竭，且礦坑接近地熱帶，溫度過高，而做出停採封山决定。
- 2006年3月31日-封山[3]。
- 2011年12月-新裝設的坑內廢水處理設備開始運作[5]。
- 2012年6月25日-地熱發電試驗用的地熱井採掘蒸氣噴出試驗成功[4]。